# Sudetoněmecká cena za kulturu
Sudetoněmecká cena za kulturu (německy Sudetendeutscher Kulturpreis) je německé, respektive bavorské ocenění udělované každoročně Sudetoněmeckým krajanským sdružením za přínos v oblasti kultury a vědy.

## Ocenění
Udělování ceny bylo zavedeno v roce 1955 Sudetoněmeckým krajanským sdružením. Na návrh předsedy vlády v roce 1965 se Svobodný stát Bavorsko rozhodl ideově a finančně účastnit předávání cen jako patron sudetoněmeckého etnika. Ocenění má za cíl propagovat tvůrčí schopnosti této etnické skupiny v umělecké a vědecké oblasti, a tím chránit kulturní dědictví. Cena se uděluje každoročně v rámci Sudetoněmeckého dne podobně jako Evropská cena Karla IV.
Cena za kulturu má podobu šesti individuálních ocenění:
- Velká sudetoněmecká cena ze kulturu za celoživotní dílo nebo za vynikající individuální dílo
- Sudetoněmecká kulturní cena za literaturu
- Sudetoněmecká kulturní cena za hudbu
- Sudetoněmecká kulturní cena za výtvarné umění a architekturu
- Sudetoněmecká kulturní cena za scénické umění
- Sudetoněmecká kulturní cena za vědu

za služby ve výše uvedených oblastech. Ceny zahrnují certifikát a finanční odměnu.
Současně s Cenou za kulturu uděluje Sudetoněmecká nadace Sudetoněmeckou folklorní cenu (Sudetendeutscher Volkstumspflegepreis). Ta se uděluje lidem, kulturním spolkům, skupinám nebo komunitám, které se zasloužily o vynikající a příkladné působení v oblasti lidové kultury. Cena se uděluje jako diplom kombinovaný s finanční odměnou.
Sudetoněmecká nadace navíc od roku 1985 uděluje podporu lidem se sudetoněmeckým původem do 35 let věku, a u nichž lze základě předchozích úspěchů v budoucnu očekávat mimořádné úspěchy.
- Podpůrná cena za psaní a žurnalistiku,
- Podpůrná cena za hudbu,
- Podpůrná cena za výtvarné umění a architekturu,
- Podpůrná cena za jevištní a divadelní umění,
- Podpůrná cena za pokrok ve vědě,
- Podpůrná cena za péči o lidovou kulturu.

Ceny zahrnují certifikát a finanční odměnu a jsou udělovány na konci každého roku.